# The Power and the Glory (Gentle Giant)
The Power and the Glory is het zesde studioalbum van de Britse muziekgroep Gentle Giant.

## Geschiedenis
Het album uit 1974 is grotendeels gebaseerd op de gelijknamige roman van Graham Greene. De band nam het album op gedurende december 1973 en januari 1974 in de Advision Studios. In de Verenigde Staten werd het album uitgegeven door Capitol Records. De release in de Verenigde Staten vond eerder plaats dan in de rest van de wereld. Problemen met hun toenmalig management waren daar debet aan. Deze tweedeling kostte hen een plaats in de elpeelijsten van Engeland. Via de parallelimport uit Amerika waren al te veel albums verkocht om het ook een topalbum in Engeland te laten worden. In Amerika haalde het in sommige lijsten de 30e plaats. De originele afsluiter Valedictory is een variatie van de openingstrack; een foefje van de band om het album als conceptalbum te laten herkennen.

## Musici
- Derek Shulman – zang, saxofoons
- Kerry Minnear – toetsinstrumenten, orgel, zang, cello
- Ray Shulman – basgitaar, viool, zang
- Gary Green – gitaar, zang
- John Weathers – slagwerk, percussie

## Composities
Allen gecomponeerd door Minnear, Schulman en Schulman:

### Kant A
1. "Proclamation" – 6:48
2. "So Sincere" – 3:52
3. "Aspirations" – 4:41
4. "Playing the Game" – 6:46

### Kant B
1. "Cogs in Cogs" – 3:08
2. "No God's a Man" – 4:28
3. "The Face" – 4:12
4. "Valedictory" – 3:21
5. "Proclamation (Live)" – 4:54 (bonustrack op speciale uitgave)
6. "The Power and the Glory" – 2:53 (bonustrack op sommige uitgaven)

## Bron
- Engelstalige Wikipedia
- Uitgave The Road Goes on Forever